# 윤제춘
윤제춘(尹堤春, 1961년 11월 18일 ~ )은 대한민국의 KBS의 기자로 전 KBS전주방송총국장이다.

## 학력
~ 2013
중앙대학교 신문방송대학원 방송영상뉴미디어 석사
~ 1984
서울대학교 정치학과 학사
전주고등학교 56회 졸업

## 경력
2023년 하반기 재·보궐선거 선거방송심의위원회 위원
2023년 상반기 재·보궐선거 선거방송심의위원회 위원
KBS 전주방송총국 총국장
KBS 앵커
KBS 해설위원
KBS 탐사제작부 부장
KBS 워싱턴 지국장
KBS 정치부
KBS 문화부
KBS 사회부
KBS 외신부
1989
KBS 보도국 기자

## 진행
- 특파원 현장보고

## 수상
- 방송위원회 대상과 백상 예술 대상